# No Risk, No Gain
No Risk, No Gain è un film commedia di Hong Kong diretto da Jimmy Heung.

## Accoglienza

### Incasso
Al box office di Hong Kong il film ha incassato 19 milioni di dollari.